# Comandante de cuartel
Comandantes de cuartel eran los comandantes encargados de la vigilancia de las secciones en que se dividía una ciudad.
En lo administrativo suelen llamarse cuarteles a las secciones en que se divide una población grande para mejor vigilar y asegurar en cada una el orden y tranquilidad de la misma y de la población entera. En tal propósito, en real orden de 11 de marzo de 1851 se dividió Madrid en cuarteles, encomendando cada uno a un comandante militar. Este debía ejercer su principal vigilancia sobre todas las personas que gozasen del fuero de guerra, a excepción de los generales, de los militares empleados en la real servidumbre, oficiales y empleados de los ministerios y consejeros de guerra, efectivos o cesantes; debiendo formar una matrícula de todos aquellos. También debía vigilar por el resto del cuartel, dando conocimiento a la policía de lo que llamase la atención en la clase de paisanos. 
Estos comandantes tenían a su disposición alguna fuerza armada y a sus órdenes, un ayudante. Tenían además facultad de pedir fuerza a los puestos militares, ora para reprimir por si los desórdenes, ora para auxiliar a las demás autoridades. Eran, como se ve, autoridades militares y policiales a un tiempo, y aún esencialmente esto último. Por eso subsistieron en el pie mencionado, mientras los hicieron necesarios las circunstancias. Después, continuaron como por tradición, casi sin atribuciones, para vigilancia meramente.